# Pardipicus
Pardipicus is een geslacht van vogels uit de familie spechten (Picidae) en de onderfamilie Picinae (echte spechten). 

## Soorten
Het geslacht kent de volgende soorten:
- Pardipicus caroli  – Bruinoorspecht
- Pardipicus nivosus  – Termietenspecht